# Aeginura beebei
Aeginura beebei is een hydroïdpoliep uit de familie Aeginidae. De poliep komt uit het geslacht Aeginura. Aeginura beebei werd in 1940 voor het eerst wetenschappelijk beschreven door Bigelow. 